# Assedio di Nicea (1097)
L'assedio di Nicea, durato dal 14 maggio al 19 giugno 1097, fu un avvenimento bellico che aprì le porte dell'Asia Minore agli eserciti crociati durante la Prima Crociata.

## Premessa
Nicea, situata sulla sponda orientale del Lago Ascanio, era stata strappata ai Bizantini dai turchi Selgiuchidi nel 1077 ed eretta a capitale del Sultanato di Rūm. Nel 1096 la crociata dei pezzenti, la prima fase della Prima Crociata, era culminata nel saccheggio delle terre intorno alla città e nella successiva inaspettata vittoria dei turchi. Confortato da questa prima vittoria, il sultano Kilij Arslān II ritenne che un eventuale ritorno dei Crociati non potesse rappresentare un serio pericolo e perciò lasciò la sua famiglia e i suoi tesori a Nicea per combattere contro i Danishmendidi per il controllo della città di Melitene.

L'Asia Minore nel 1097.

I Crociati lasciarono Costantinopoli alla fine di aprile del 1097 e Goffredo di Buglione fu il primo a giungere in vista di Nicea con Boemondo, suo nipote Tancredi d'Altavilla, Raimondo IV di Tolosa e Roberto II delle Fiandre, nonché con Pietro l'Eremita, alcuni sopravvissuti della "Crociata dei pezzenti" e alcune forze bizantine sotto il comando di Manuele Boutoumites. 
Il 6 maggio l'esercito crociato era giunto al completo ma a corto di viveri, cosicché Boemondo organizzò dapprima l'approvvigionamento per poi stringere d'assedio la città a partire dal 14 maggio. Boemondo si installò col suo accampamento a nord dalla città, Goffredo a est e Raimondo a sud.
Il 16 maggio i difensori turchi della città fecero un'incursione fuori dalle mura ma subirono una sconfitta in una schermaglia che costò la vita a 200 uomini. Nel contempo Qilij Arslān, avvisato dell'attacco, riuscì a fare ritorno a Nicea ma l'esercito crociato ebbe la meglio sulle sue avanguardie il 20 maggio; il giorno successivo Qilij Arslān stesso uscì sconfitto da una giornata di sanguinosi scontri con l'esercito invasore, ma riuscì a porsi in salvo all'interno delle mura.

## L'intervento e la vittoria bizantina
L'imperatore bizantino Alessio I Comneno aveva intanto deciso di non accompagnare l'esercito crociato e lo aveva seguito a distanza, per poi accamparsi nei pressi del villaggio di Pelecanum. Da questa località, situata lungo le sponde del lago Ascanio, Alessio Comneno organizzò un blocco del lago servendosi di imbarcazioni che vi aveva fatto trasportate via terra. Il blocco servì a tagliare le vie di approvvigionamento agli assediati e fu un fattore decisivo per la resa della città, che fu negoziata segretamente tra i turchi e i generali bizantini all'insaputa dell'esercito crociato. Alessio diede istruzioni al generale Taticius di unirsi ai Crociati nell'assalto alle fortificazioni, mentre Manuele Boutoumites fu incaricato di simulare un attacco in un altro punto delle mura. Fu così che il 19 giugno Nicea capitolò di fronte all'esercito bizantino.
Boutoumites, nominato nel frattempo duce di Nicea, proibì alle truppe crociate - che nel frattempo erano giunte a conoscenza dell'accordo segreto e si stavano apprestando a saccheggiare la città - l'ingresso in Nicea se non in gruppi inferiori ai dieci uomini per volta. I generali turchi furono espulsi, così come la famiglia del sultano che venne ricevuta con onori a Costantinopoli ed infine rilasciata senza alcun riscatto. Per ingraziarsi i Crociati, Alessio Comneno fece grandi elargizioni di denaro, cavalli e altre regalie, mentre Boutoumites richiese e ottenne che i condottieri crociati prestassero un giuramento di vassallaggio all'imperatore.
Il 26 giugno l'esercito crociato proseguì il suo cammino verso la Terrasanta, lasciandosi Nicea ormai bizantina alle spalle; la Prima crociata era invece solamente all'inizio, e nel giro di alcuni giorni i turchi Selgiuchidi avrebbero tentato la rivincita nella battaglia di Dorileo.

### Fonti primarie
- Anna Comnena, Alessiade, XII secolo.
- Fulcherio di Chartres, Historia Hierosolymitana
- Gesta Francorum (anonimo)
- Raimondo di Aguilers, Historia francorum qui ceperunt Jerusalem